# Seismolog

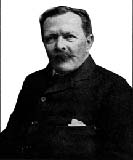
Známý seismolog John Milne

Seismolog je osoba, která se věnuje specializovanému oboru geofyziky v podobě seismologie, která se snaží pochopit a popsat aspekty deskové tektoniky a struktury Země. Mezi nejznámější a nejvíce sledované procesy, které seismologové sledují, patří zemětřesení.
Mezi základní pracovní pomůcky seismologa patří přístroj zvaný seismograf, který zaznamenává otřesy zemského povrchu. Přístroj využívá jako datový výstup analogový, či dnes již téměř vždy, digitální seismogram, který musí seismolog poté interpretovat. 
Seismolog je v Česku specializovaný magisterský obor, který je vyučován například na Matematicko-fyzikální fakultě na Karlově univerzitě.

## Známí seismologové
- Charles Richter – definoval měřící škálu, podle které je možno měřit sílu zemětřesení
- Andrija Mohorovičić – objevitel Mohorovičićovy diskontinuity
- Beno Gutenberg – určil mocnost zemského pláště
- Inge Lehmannová – objevitelka vnitřního jádra Země